# Flums
Flums es una comuna suiza del cantón de San Galo, ubicada en el distrito de Sarganserland. Limita al norte con la comuna de Walenstadt, al noreste con Wartau, al sureste con Mels, al suroeste con Glaris Sur (GL), y al oeste con Quarten.

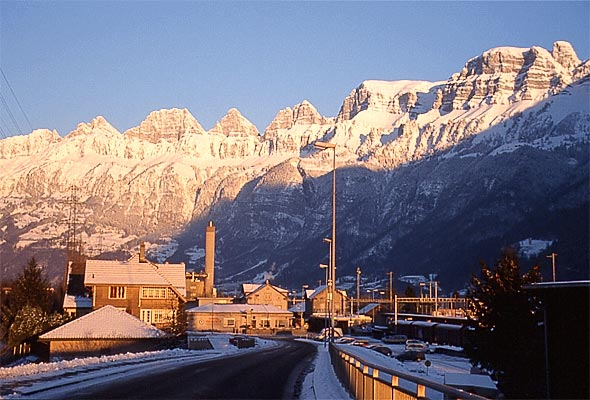
Estación de trenes de Flums.

## Transportes
Ferrocarril
Cuenta con una estación ferroviaria en la que efectúan parada trenes regionales.